# 马明基
马明基（1910年—1982年），男，东乡族，青海大通人，中国伊斯兰教人物，曾任第二、三届全国人大代表，第五届全国政协委员。